# 모레아

중세 펠로폰네소스반도 및 공국들을 보여주는 지도

모레아(그리스어: Μωρέας 또는 Μωριάς, 알바니아어: More, 프랑스어: Morée, 이탈리아어: Morea)는 중세 시대와 근대 초에 그리스 남부 펠로폰네소스반도를 일컫던 명칭이다. 모레아는 또 모레아 전제군주국으로 알려진 이곳에 있던 비잔티움 제국의 주 이름이기도 하였다.